# Wulfpack
Wulfpack è un videogioco pubblicato nel 1988-1989 per Amstrad CPC, Commodore 64 e ZX Spectrum dalla Blue Ribbon Software, etichetta economica appartenente alla CDS Software. Il giocatore controlla le navi degli Alleati nella Battaglia dell'Atlantico contro i sottomarini tedeschi e successivamente nello sbarco in Normandia.
Venne sviluppato originariamente per Commodore 64 dai fratelli svedesi Åke e Henrik Andersson, con il marchio IQ Games; degli Andersson sono noti anche i videogiochi Tankattack e Hi Q Quiz.

## Modalità di gioco
Inizialmente il gioco si svolge su una mappa fissa del Nord Atlantico, dove il giocatore muove direttamente con i controlli direzionali il simbolo di un cacciatorpediniere, con il tempo accelerato e un indicatore dei giorni che parte dal giugno 1940. Due convogli di rifornimento alleati, rappresentati da due simboli di flotte, fanno continuamente la spola tra diversi porti degli Stati Uniti e della Gran Bretagna. Due indicatori numerici riportano le tonnellate di rifornimenti totali già trasportate in Gran Bretagna e quelle necessarie per completare la fase. Ogni viaggio dei convogli aumenta i rifornimenti trasportati, ma di tanto in tanto i sottomarini nemici, non visibili sulla mappa, colpiscono i convogli con l'effetto di aumentare i rifornimenti necessari; se questi superano i 2 milioni si viene sconfitti. Scontrare il cacciatorpediniere contro le coste o contro i convogli causa un aumento analogo. Quando il cacciatorpediniere è nelle vicinanze di un sottomarino nemico, un indicatore di sonar ne segnala direzione e distanza relative. Se il giocatore riesce a raggiungerlo, ha un'opportunità di distruggerlo con le cariche di profondità.
L'attacco a un sottomarino avviene in un'altra schermata che mostra la nave del giocatore ferma e una sezione delle acque marine sottostanti, apparentemente vuote. Si seleziona, con i controlli su/giù, solo il valore numerico della profondità di esplosione delle cariche, e quindi viene effettuato un unico attacco animato con due bombe. Il sottomarino diventa visibile solo dopo aver sparato. Le istruzioni non spiegano come si dovrebbe indovinare la sua profondità, che può sembrare pura fortuna; apparentemente però (almeno su Commodore 64) c'è una corrispondenza tra la profondità e il colore che aveva il puntino indicatore di direzione durante la precedente ricerca con il sonar. Se le cariche esplodono abbastanza vicino il sottomarino affonda, altrimenti fugge, e in ogni caso si riprende il gioco dalla schermata della mappa.
Quando si esauriscono le munizioni, la nave deve andare a rifornirsi in uno dei porti alleati, specificato di volta in volta. Qui la schermata diventa una visuale dall'alto del porto e bisogna pilotare la nave fino al punto di attracco, usando controlli di tipo avanti/indietro e rotazione di 45°. Se si sbatte contro gli ostacoli si perde una nave e perdendone troppe si ha il game over.
Se si riesce a completare la fase nell'Atlantico si passa allo sbarco in Europa, costituito da due fasi. Entrambe si svolgono in una schermata con vista dall'alto, che mostra le spiagge, le navi alleate ferme e le postazioni nemiche a terra. Si inizia con un bombardamento navale: il giocatore muove il cacciatorpediniere, in modo simile alle sequenze nei porti, e spara con i cannoni ad alcuni bersagli a terra, evitando di urtare mine, altre navi e la costa. L'ultima fase è il pilotaggio delle Landing Craft Tank una alla volta fino ai punti di sbarco, evitando gli ostacoli, il fuoco nemico e le mine invisibili. Le LCT sono disponibili in quantità limitata e l'obiettivo è farne arrivare a destinazione un certo numero.
Si possono selezionare cinque livelli di difficoltà.

## Accoglienza
Sono note poche trattazioni di Wulfpack sulla stampa di settore. La versione ZX Spectrum ricevette recensioni molto negative da Crash 68 e Your Sinclair 47. Comunque arrivò al tredicesimo posto nella classifica mensile di vendite nel Regno Unito, complessiva per i principali home computer.